# Przemysław Łonyszyn
Przemysław Łonyszyn (24 de enero de 1978) es un escritor, periodista y sociólogo polaco.
Está en estudios de doctorado en Universidad de Szczecin en la Facultad de Ciencias de la Tierra. También es un presidente del Consejo de los Estudiantes Doctorales de la Facultad.
Trabajó como periodista en Telewizja Polska en Szczecin y en portales de Internet e-boisko, futbolnet.pl o realmadrid.pl. Creó un portal histórico historia-news.pl. Fue un asistente o mejor decir un attaché de los veteranos del Real Madrid durante sus dos visitas en Polonia.
Es un autor de la novela polaca Tajemnica Mundialu (El Misterio de la Copa Mundial), escrita con la ayuda sustantial de Roman Hurkowski, donde se trata de las posibles abusos durante la Copa Mundial en Corea y Japón en 2002, incluso durante el partido entre España y Corea. Escribe también los publicaciones de turismo.